# 不滅の恋/ベートーヴェン
『不滅の恋/ベートーヴェン』（Immortal Beloved）は、作曲家ルートヴィヒ・ヴァン・ベートーヴェンの生涯を題材としたイギリス・アメリカ合作映画で、1994年に封切られた。

## 概略
この作品は、ベートーヴェンの死の直後、「自身の楽譜、財産全てを「不滅の恋人」に捧ぐ」と記された1通の遺書が発見されたところで幕を開ける。ベートーヴェンの秘書であったアントン・シンドラーは、遺書に書かれたベートーヴェンの“不滅の恋人”（Immortal Beloved）を見つけ出すため、候補の女性たちを訪ねオーストリア、ハンガリーの各所を旅し、謎に包まれた「不滅の恋人」へと迫っていく。
「不滅の恋人」候補の女性たちの回想からベートーヴェンの生涯を描き出すという形式を取っており、この点では伝記映画のようでありながら、同時に観客もシントラーとともに「不滅の恋人」の正体を追うミステリーとしての要素を含んだ作品ともなっている。

## キャスト
| 役名                                 | 俳優                         | 日本語吹替 | 日本語吹替 |
| 役名                                 | 俳優                         | VHS版      |            |
| ------------------------------------ | ---------------------------- | ---------- | ---------- |
| ルートヴィヒ・ヴァン・ベートーヴェン | ゲイリー・オールドマン       | 磯部勉     |            |
| アントン・シントラー                 | ジェローン・クラッベ         | 稲葉実     |            |
| アンナ・マリー・エアデーディ伯爵夫人 | イザベラ・ロッセリーニ       | 小宮和枝   |            |
| ヨハンナ・ライス                     | ヨハンナ・テア・ステーゲ     |            |            |
| カスパー・ヴァン・ベートーヴェン     | クリストファー・フルフォード |            |            |
| カール・ヴァン・ベートーヴェン       | マルコ・ホーフシュナイダー   |            |            |
| ナネッテ・シュトライヒャー           | ミリアム・マーゴリーズ       |            |            |
| クレメンス・メッテルニヒ             | バリー・ハンフリーズ         |            |            |
| ジュリエッタ・グイチアルディ         | ヴァレリア・ゴリノ           | 山像かおり |            |

※日本語吹替はVHS版の他に機内上映版が存在する。

## スタッフ
- 監督・脚本：バーナード・ローズ
- 製作：ブルース・デイヴィ
- 撮影：ピーター・サシスキー

## 音楽
ゲオルク・ショルティが音楽監督となり、ロンドン交響楽団が演奏を手がけるという充実した布陣となった。使用曲としてはベートーヴェンの作品のほか、ジョアキーノ・ロッシーニのオペラ『泥棒かささぎ』の序曲が使用されている。
劇中の音楽ではヨーヨー・マが演奏した部分もある。
ベートーヴェン役のゲーリー・オールドマンは元々ピアノを趣味としており、劇中でも殆ど吹替えなしで演奏したとも言われている。